# Rupert Wainwright
Pour les articles homonymes, voir Wainwright.
Rupert Wainwright est un acteur, réalisateur et scénariste britannique, né le 30 novembre 1961 à Shrewsbury, dans le Shropshire, au (Royaume-Uni).

## Filmographie

### Comme acteur
- 1984 : Another Country : Histoire d'une trahison (Another Country) : Donald Devenish
- 1985 : Dreamchild : Hargreaves

### Comme réalisateur
- 1990 : Please Hammer, Don't Hurt 'Em: The Movie (vidéo)
- 1991 : Open Window (TV)
- 1991 : Dillinger (TV)
- 1994 : L'Apprenti millionnaire (Blank Check)
- 1995 : The Sadness of Sex
- 1999 : Stigmata
- 2001 : Wolf Lake (TV)
- 2002 : Untitled Secret Service Project (TV)
- 2005 : Fog
- 2010 : Waco

### Comme scénariste
- 1991 : Open Window (TV)